# Marcus Campanius Marcellus
Marcus Campanius Marcellus (vollständige Namensform Marcus Campanius Marci filius Marci nepos Falerna Marcellus) war ein im 2. Jahrhundert n. Chr. lebender Angehöriger des römischen Ritterstandes (Eques). Durch eine Inschrift, die auf 151/200 datiert wird, sind einzelne Stationen seiner Laufbahn bekannt. Seine Laufbahn ist in der Inschrift als cursus inversus, d. h. in absteigender Reihenfolge wiedergegeben.
Die militärische Laufbahn des Marcellus bestand aus den für einen Angehörigen des Ritterstandes üblichen Tres militiae. Er übernahm zunächst als Präfekt die Leitung der Cohors III Breucorum. Danach wurde er Tribun der Cohors I Hemesenorum, die in der Provinz Pannonia inferior stationiert war. Als dritte Stufe folgte das Kommando als Präfekt einer Ala Parthorum.
Danach übte Marcellus zivile Posten in der Verwaltung aus. Er war zunächst Procurator in der Provinz Cyprus; dieser Posten war wahrscheinlich mit einem Jahreseinkommen von 60.000 Sesterzen verbunden. Als Nächstes wurde er procurator Augustorum ad Mercurium Alexandriae; dieser Posten war mit einem Jahreseinkommen von 100.000 Sesterzen verbunden. In dieser Funktion war er für die Getreidespeicher in Alexandria zuständig und übernahm damit die Rolle des praefectus annonae in der Stadt.
Marcellus war in der Tribus Falerna eingeschrieben. Er stammte aus Capua, wo auch die Inschrift für ihn errichtet wurde.